# Stazioni ferroviarie del Sudan

Mappa dei trasporti ferroviari del Sudan

Le stazioni ferroviarie del Sudan sono:

## Stazioni esistenti
Tra parentesi l'altezza sul livello del mare di ogni stazione ferroviaria.
- Wadi Halfa - N - (200 m) Stazione di cambio treni per diverso scartamento ferroviario con l'Egitto
  - Merowe (275 m)
  - Karima - N (241 m) - terminale ferroviario sul Nilo
- Abu Hamad (303 m) - N stazione di diramazione per Karima
- Barbar
- Atbara - N - (356 m) stazione di diramazione e officine
- Ad Damir

- Porto Sudan - E
- Jubayt (789 m) - N
- Sinkat (878 m) - N
- Hayya (682 m) - N - stazione di diramazione
- Gadamai
- Shendi (376 m)
- Omdurman (390 m)
- Khartum (377 m) - C - capitale del Sudan
- Cassala (531 m) - E - Punto di possibile connessione con l'Eritrea
- Gadaref (634 m) - E
- Wad Madani (414 m) - C
- Sennar (390 m) - S - stazione di diramazione per l'ovest
- Kosti (380 m) - ponte sul Nilo; stazione di diramazione verso sud per El Jebelein
  - El Jebelein (380 m) - C - stazione terminale
- Tandalti (400 m) - O
- Abu Zabad - O

- Sennar (390 m) - S - stazione di diramazione
- Al-Damazin (487 m)- S

- Muglad (422 m) - S
- Aweil (472 m) - S

- Ar Rahad (490 m) - S -  stazione di diramazione
- Al-Ubayyid anche chiamato El Obeid (609 m) - E - stazione di interscambio

- Ar Rahad (490 m) - S -  stazione di diramazione
- Babanusa (443 m) - S -  stazione di diramazione
- Aweil (472 m) - S
- Waw (429 m) - S - stazione terminale sul fiume Jur

- Babanusa (443 m) - S -  stazione di diramazione
- Nyala (686 m) - O - stazione terminale
- Purram
- Tumburra
- Samsum

- Cassala - stazione prossima alla frontiera; vecchia connessione per l'Eritrea
- Teseney, Eritrea - stazione termine della rete a scartamento ferroviario 1067 mm. Discontinuità con la rete eritrea a 950 mm

## Stazioni ferroviarie riaperte
- Babanusa (443 m)
  - (446 km)
- Wau (249 km)[1]

## Nuove stazioni ferroviarie proposte
- diramazione per l'Egitto - maggio 2008[2]
- Assuan (86 m)
- Wadi Halfa (200 m) - N

(connessione per l'Uganda - da nord a sud)
- Waw (249 m) - interscambio
- Juba (550 m) - porto sul Nilo
- Nimule - confine
- Gulu (1077 m)[3] stazione di cambio scartamento ferroviario
- Pakwach (623 m) - porto sul Nilo Bianco[4]

(connessione per il Kenya)
- (151 m) Garissa[5]
- Rongai (1911 m)[6]
- Mombassa (1 m) - porto